# Сан Бортоло (Верона)
Сан Бортоло је насеље у Италији у округу Верона, региону Венето.
Према процени из 2011. у насељу је живело 99 становника. Насеље се налази на надморској висини од 905 м.